# ジュエル (企業)
株式会社ジュエル (英: JEWEL CO,LTD.) は、日本の靴用品メーカーおよび商社である。本社は東京都豊島区にある。「ヴィオラ (VIORA) 」ブランドで、ビン入り靴用クリーム（靴墨）をはじめとする靴手入れ用品および関連商品の企画・製造・仕入・販売を行っている。

## 沿革
- 1923年（大正12年）10月 - 八千代商会として創業。「ジュエル靴クリーム」の製造・販売を開始。
- 1947年（昭和22年）6月 - 資本金18万円で八千代化学塗料工業株式会社を設立。
- 1963年（昭和38年）2月 - 現社名の「株式会社ジュエル」に変更。
- 1992年（平成4年）11月 - 株式会社 品川油化研究所より「ヴィオラ靴クリーム」の製造および販売を継承。

## 関連企業
- 株式会社パラレル東京 - オレンジヒール（靴修理店舗・ネットショップ）の運営
  - オレンジヒールシンデレラ 笹塚店（京王クラウン街笹塚内）
  - オレンジヒールシンデレラ 桜上水店（京王線桜上水駅横）
  - オレンジヒールシンデレラ 高幡店（京王高幡SC・3F）